# Sånglärkan 4

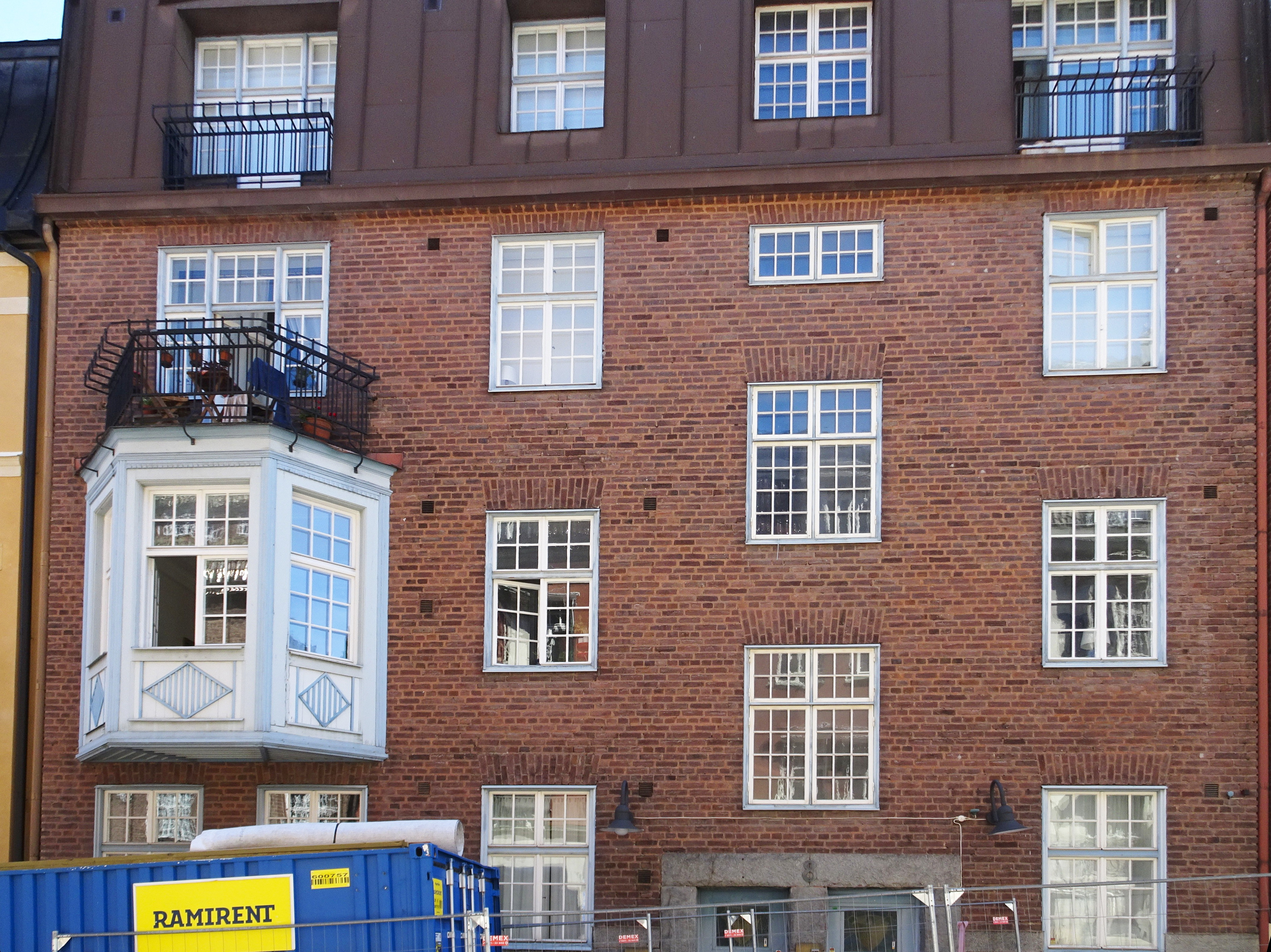
Sånglärkan 4, Sköldungagatan 8 i august 2022.

Sånglärkan 4 är en kulturhistoriskt värdefull före detta villafastighet i kvarteret Sånglärkan i Lärkstaden på Östermalm i Stockholm. Villan vid Sköldungagatan 8 uppfördes 1911–1912 efter ritningar av ingenjören och byggmästaren Sigfrid Larsson som samtidigt var husets byggherre och byggmästare. Fastigheten är grönmärkt av Stadsmuseet i Stockholm, det innebär "särskilt värdefull från historisk, kulturhistorisk, miljömässig eller konstnärlig synpunkt".

## Bakgrund

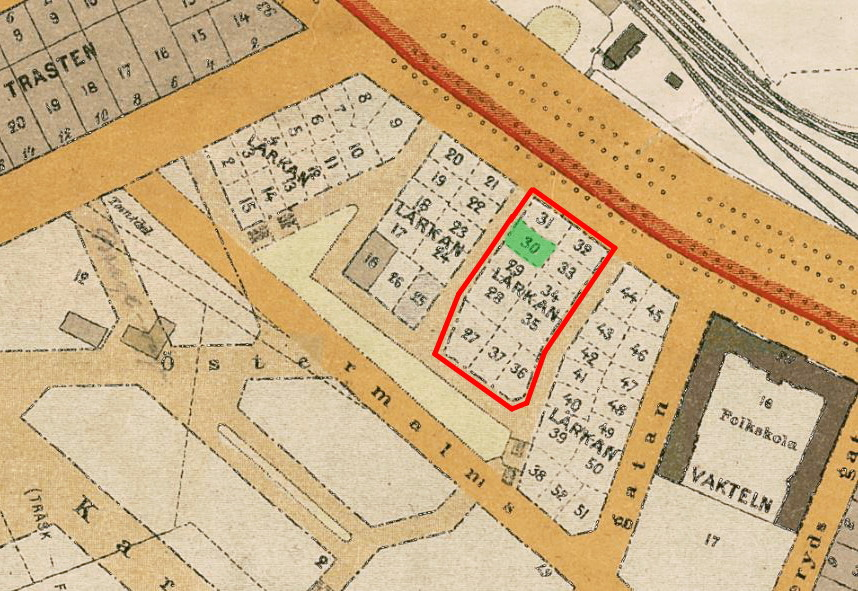
Kvarteret Lärkan 1909 med nuvarande Sånglärkan 4 (grön).

Fastigheten Lärkan 30 (sedermera namnändrad till Sånglärkan 4) förvärvades 1911 av byggnadsingenjören Sigfrid Larsson. Tomten omfattade en areal om 333,5 kvadratmeter ”å fri och egen grund” och såldes av Stockholms stad. I källorna uppges O.A. Almqvist som arkitekt vilket är fel. Ett första ritningsförslag presenterades i januari 1912 av arkitekterna Osvald Almqvist och hans medarbetare Gustaf Linden som dock inte kom till utförandet. Istället ritade byggherren Sigfrid Larsson i april 1912 ett eget förslag som hade Almqvists och Lindens utkast som förebild. Larsson uppförde sedan själv byggnaden. Han var även verksam som arkitekt för Piplärkan 3 och Piplärkan 4, båda uppförda  1909–1910 exteriört nästan identiska och belägna vid Baldersgatan 6 och 8 i Lärkstaden.

## Byggnadsbeskrivning

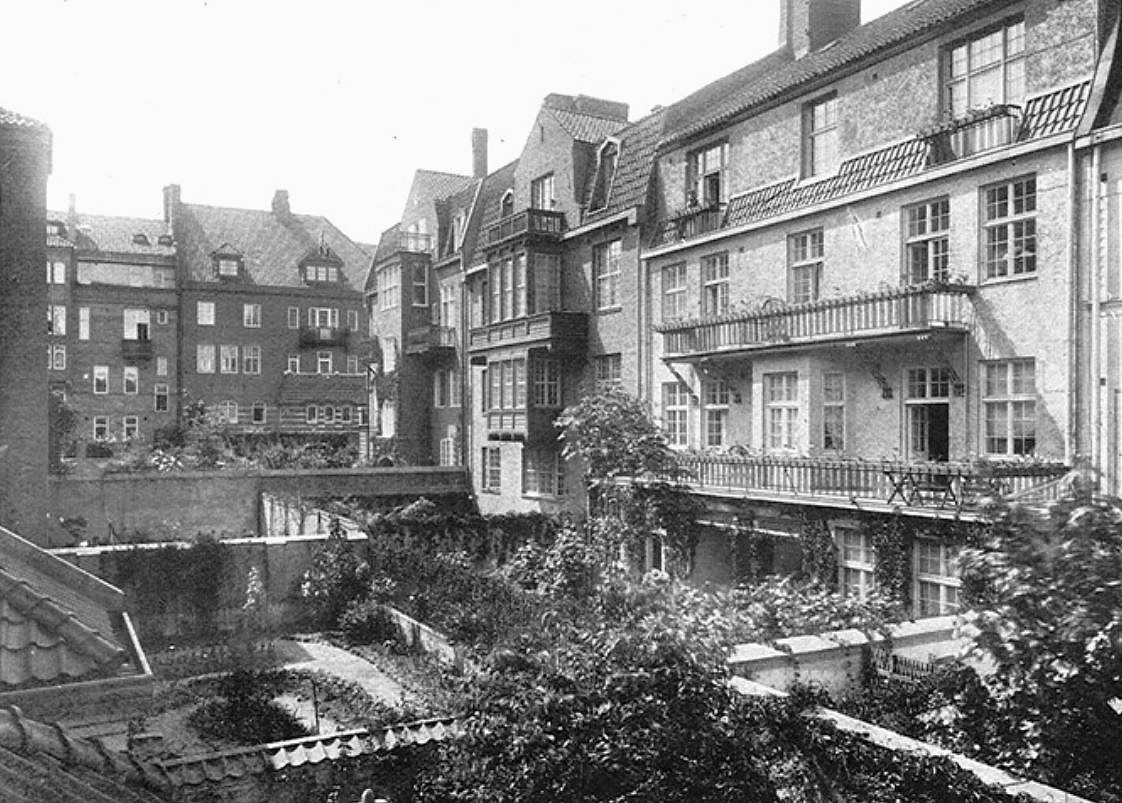
Sånglärkan 2, 3 och 4 (närmast), gårdssidan, 1910-tal.

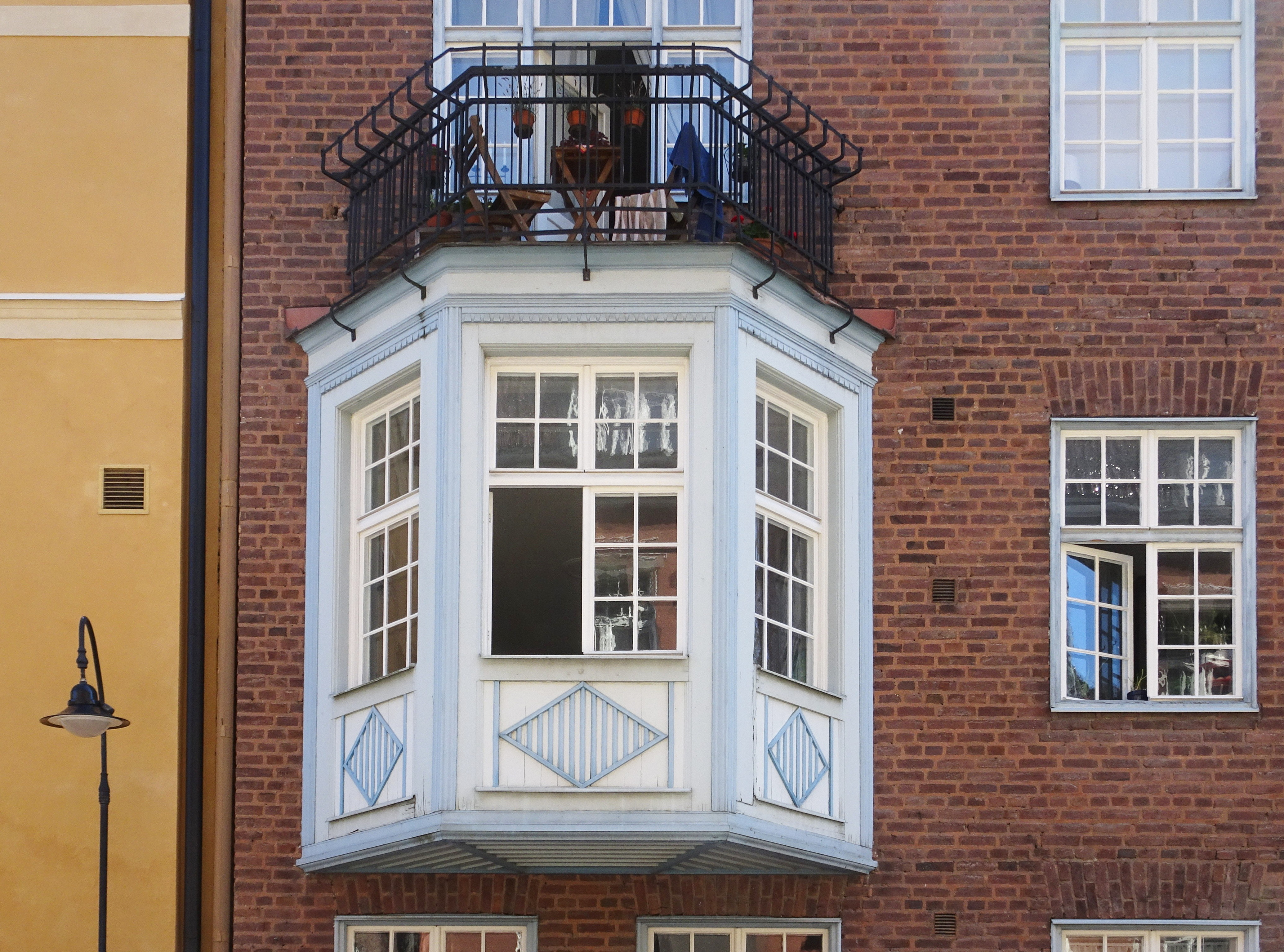
Burspråket mot gatan, 2022.

Sånglärkan 4 uppfördes i tre våningar med ett fullt utbyggt vindsplan. Fasaderna består av rödbrunt hårdbränt tegel. Sockeln utgörs av grovhuggen granit som bildar en ram kring entrédörren. Mot gatan dominerar ett osymmetriskt placerat burspråk, idag målat i vitt och blått (ursprungligen mörkbrunt), med en balkong överst. Mot gården putsades fasaden och här sträckte sig två balkonger längs med hela fasaden.
Sångpipan 4 koncipierades som flerbostadshus istället för en enfamiljsvilla som stadsplanebestämmelserna föreskrev. Av nybyggnadsritningar från 1912 framgår att huset inreddes med ett tiotal lägenheter trots bestämmelser om högst två kök i varje fastighet. Detta kringgicks genom att på våning en trappa inreddes en stor lägenhet om fem rum och kök, och på bottenvåningen en liten etta med kök samt två så kallade dubbletter (en liten lägenhet om två rum utan kök dock med dusch). På de övriga våningarna lades sammanlagt sex liknande dubbletter. För byggherren var det fördelaktigt att kunna erbjuda så många hyresrätter som möjligt. Liknande upplägg fanns även i Sånglärkan 3 och Sånglärkan 8.

## Boenden
Larsson bodde inte själv på Sköldungagatan 8 och sålde sin fastighet 1917 till en grosshandlare P. Östberg. 1925 köptes Sånglärkan 4 av företagaren Carl Gyllensten (1890-1960) och han och familjen flyttade in. Hans son Lars Gyllensten, sedermera författare och medlem i Svenska akademien (stol 14), växte upp här med sina syskon. I sina memoarer Minnen, bara minnen utgiven år 2000 beskriver han bostaden som en ”stor och praktfull inredd våning en trappa upp”.